# Grails
Grails is een opensource-webapplicatie framework, dat gebruikmaakt van de Groovy-programmeertaal (dat op zijn beurt gebaseerd is op het Java-platform). Het is bedoeld als hoge productiviteits framework door het volgen van de coding by convention-paradigma, waardoor er een stand-alone ontwikkelomgeving ontstaat die veel van de configuratie-instellingen overneemt.
Grails heette eerst 'Groovy on Rails'; in maart 2006 is die naam vervallen op verzoek van David Heinemeier Hansson, de ontwikkelaar van het Ruby on Rails framework.
G2One - The Groovy Grails Company - is overgenomen door Spring Source in november, 2008, en later is het overgenomen door VMware.